# Parafia Zaśnięcia Matki Bożej w Możejkach
Parafia Zaśnięcia Matki Bożej – prawosławna parafia w Możejkach, w dekanacie kłajpedzkim eparchii wileńskiej i litewskiej Rosyjskiego Kościoła Prawosławnego.
Parafia została erygowana w 1894. W momencie powstania nosiła wezwanie Zesłania Ducha Świętego i posiadała murowaną cerkiew pod tym samym wezwaniem, znajdującą się w sąsiedztwie stacji kolejowej. Po I wojnie światowej została ona przekazana na cele świeckie, zaś w 1929 zaadaptowana na katolicki kościół szkolny. W tym okresie parafianie, w liczbie ok. 300 osób, modlili się w kościele luterańskim lub w prywatnych domach.
Nowa cerkiew parafialna, pod wezwaniem Zaśnięcia Matki Bożej, została wzniesiona w 1933.
W 1937 w Możejkach żyło 379 osób wyznania prawosławnego. Po II wojnie światowej władze radzieckie zarejestrowały parafię, lecz nabożeństwa w cerkwi odbywały się jedynie dwa razy w miesiącu.